# Slag bij Sluis (1340)
De Slag bij Sluis was een zeeslag op 24 juni 1340 tussen koninkrijk Engeland en koninkrijk Frankrijk. Koning Eduard III van Engeland bracht met zijn leger op Sint-Jansavond de Franse vloot tot zinken ter hoogte van de monding van het Zwin bij Sluis.

## Achtergrond
Deze zeeslag vond plaats in het kader van de Honderdjarige Oorlog tussen Engeland en Frankrijk, en het was zelfs het eerste treffen in deze oorlog. Koning Eduard III wilde het graafschap Vlaanderen als bondgenoot, omdat dit een goede basis zou vormen voor een landing van de Engelsen. De graaf van Vlaanderen was echter leenman van koning Filips VI van Frankrijk. Daarom wilde Vlaanderen dit niet, wat veranderde toen de wolexport vanuit Engeland werd stopgezet. Personen als Jacob van Artevelde bepleitten toen een pro-Engelse houding. In 1338 was het zover en Filips VI wilde dit bondgenootschap met geweld onderdrukken, waardoor de Vlamingen zich nog meer tegen de Fransen gingen keren. De Franse strafexpeditie bleef echter uit.
Frankrijk stuurde zijn vloot naar Sluis om de Engelse invasie te stoppen. De Franse vloot was veel sterker, maar de Engelsen hadden meer oorlogservaring vanwege hun strijd tegen de Schotten.

## Verloop van de strijd
De Franse vloot, die onder leiding stond van Nicolas Béhuchet, voer op naar Sluis, waar de schepen in drie rijen (linies) werden vastgelegd in de monding van het Zwin om zo de Engelsen tegen te houden die aan land wilden komen. Hierdoor kon echter uit het overwicht van de Fransen geen voordeel worden geput. Het werd niet zozeer een zeeslag als wel een gevecht van man tegen man, waarbij 25.000 soldaten omkwamen. Toen de Franse schepen ook nog in brand raakten was er geen redding meer mogelijk en verloren de Fransen de slag. Daarbij gingen 170 Franse schepen verloren.
Nicolas Béhuchet werd aan een scheepsmast opgehangen. De Fransen die overgebleven waren hebben nog huisgehouden.
Uiteindelijk rukten de Engelsen, samen met de Vlamingen, nog op tot Doornik, maar werden daar tot staan gebracht.

## Nasleep
Aangezien Eduard III onvoldoende steun kreeg van het parlement was hij genoodzaakt een wapenstilstand af te kondigen die van 1340-1345 duurde. Toen deze voorbij was, was Vlaanderen weer een bondgenoot van Frankrijk, daar men bang was voor represailles van het Franse leger. Bovendien zocht Engeland toen een bondgenootschap met Bretagne. Dit alles leidde onder meer tot de moord op de pro-Engelse Jacob van Artevelde.
De Engelsen zouden in 1346 opnieuw op het continent landen, maar nu in Normandië, hetgeen resulteerde in de Slag bij Crécy.